# Атентат на Галипа Балкара
Галип Балкар био је турски дипломата, амбасадор Турске у СФРЈ. Убијен је 9. марта 1983. године у центру Београда. Преминуо је два дана касније од последица рањавања, а одговорност за напад преузела је јерменска терористичка организација АСАЛА.

## Атентат
Двојица јерменских наоружаних људи отворили су ватру на амбасадоров аутомобил, који се зауставио на црвено светло на великој раскрсници у центру Београда, у Генерал Ждановој, а данашњој Ресавској улици. Балкар и његов шофер Каја Несет су рањени, с тим што је амбасадор рањен тешко. Нападачи су покушали да побегну са места несреће и убили студента Жељка Миливојевића који је покушао да спречи њихов бег. Два југословенска агента за безбедност у том крају су их јурили и пуцали на њих. Нападачи су ранили једног од агената, Слободана Брајевића. Метак који је био намењен Брајевићу, ранио је Зорицу Солотић.
Нападачи су ухапшени и идентификовани као Харутин Крикор Левониан и Алекандер Елбекиан. У СФРЈ су стигли из Бејрута, 6. и 7. марта и обојица су имали либанске пасоше. Тешко рањен Левониан ухваћен је убрзо након напада, а Елбекиан осам сати касније. Исто дана анонимни позиватељ из Атине у име организације АСАЛА преузео је одговорност за напад, која је тада оптужена за најмање десет напада на Турке од 1975. до 1987. године. У порукама се наводи да је атентат требао да скрене пажњу света на оно што АСАЛА назива проблемом јерменског народа. Галип Балкар преминуо је 11. марта 1983. године у неурохирушкој клиници у Београду, где је примљен на хирургију ради вађења метака из главе и десног рамена. Након вести о смрти, председник Предсеништва СФРЈ Петар Стамболић послао је телеграм председнику Турске Кенану Еврену у којем је изразио најискреније саучешће. Премијерка Југославије Милка Планинц и министар спољних послова Лазар Мојсов такође су послали поруке саучешћа турским колегама. Балкарово тело пренешено је у Анкару специјалним авионом, а сахрањен је 15. марта. Коментаришући догађаје, југословенска новинска агенција Танјуг осудила је дубоко негодовање које је у целој Југославији изазвало покушај атентата и осуду тероризма.
Пре убиства Балкара, убијено је још 25 Турака претходних 10 година. Више од 300 њих је рањено, а 35 људи убијено од средине седамдесетих година. Неколико дана пре убиства, Јермени из Грчке су за грчке новине Акрополис истакли: „Турску ћемо довести на колена пуцајући на њихове најбоље дипломате”. Турска је након тога позвала западне владе да помогну у спречавању напада на турске дипломате од стране радикалних јерменских група. Дана априла 1983. године, јерменски патријарх оптужио је Јерменце широм света, истакавши да се ствари не решавају на такав начин. Патријарх Шнорк Калоустијан и друге јерменске верске вође учествовали су на маршу на Тргу Таксим, где су минутом ћутања присуствовали сећању на 26 турских дипломата и њихових помагача, које су убили јерменски екстемисти у претходној деценији.
Дана 17. марта 1983. године Председништво СФРЈ постхумно је одликовало Балкара Орденом југословенске звезде са лентом. У одлуци о додели одликовања наведено је да је амбасадор Балкар у својој краткој дипломатској мисији у СФРЈ дао важан допринос развоју и унапређењу односна између Турске и СФРЈ.

## Суђење и пресуда
Београдски јавни тужилац оптужио је Харутин Крикор Левониана (23) и Рафија Александра Елбекиана (21) из Бејрута за убиство Балкара и покушај убиства Каја Несета. Поред тога, оптужницом се Левониану теретило да је, након убиства турског амбасадора, покушао да убије пуковника у пензији Брајовића, који је блокирао његов бекство. Такође је Елбекиан оптужен за убиство Миливојевића, који је покушао да ухвати атентатора. Утврђено је да су Левониан и Елбекиан стигли у Београд са задатком који им је поставила АСАЛА. С обзиром на чињеницу да је првооптужени, Левониан, био лошег здравственог стања као последица рањавања и да је Елбекиан био млађи пунолетник, њих двојица нису осуђени на смрт. Бранио их је Срђа Поповић, водећи југословенски адвокат који је радио у Београду.
Левониан и Елбекиан осуђени су на 20 година затвора 9. марта 1984. године, тачно годину дана након инцидента. Суд је пресудио да ће након издржавања казне бити протерани из Југославије. Утврђено је да је Левониан убио амбасадора и тешко ранио Брајовића, док је Елбекиан тешко ранио возача, покушавајући да побегне са места злочина, убио Миливојевића. Стојан Милетић, заменик јавног тужиоца СР Србије, нагласио је да оштрина казни одговара тежини кривичних дела.
Према изјави Централног комитета солидарности са јерменским заробљеницима у Атини, Харутин Левониан је ослобођен у јуну 1987 године. Иако у изјави нису разјашњени разлози његовог пуштања на слободу, званичници у главном граду Грчке наговестили су да је могао бити пуштен из медицинских разлога: имао је последице од рањавања, а након тога је доживео мождани удар и остао парализован.